# It's a Good Life
"It's a Good Life" es el episodio número 73 de la antología televisiva The Twilight Zone. Está basada en el cuento de 1953 "It's a Good Life" por Jerome Bixby y es considerada por muchos, como las revistas Time Magazine y TV Guide, por ser uno de los mejores episodios de la serie. Fue originalmente emitido en Estados Unidos el 3 de noviembre de 1961.

## Trama
Un niño de seis años, Anthony Fremont, luce como cualquier otro chico, pero las apariencias engañan: es un monstruo con poderes mentales casi divinos, incluyendo la lectura de la mente. Años atrás, él aisló el pueblo de Peaksville, Ohio. Todos están a su merced, incluso sus padres. A raíz de que aisló la comunidad, el suministro de artículos comunes de consumo, como jabón de barra, se han ido agotando. El niño ha bloqueado la señal de televisión, ha hecho que los automóviles dejen de funcionar, y, debido a que lo ha controlado todo, no asiste a la escuela.
Tanto niños como adultos, incluyendo a sus propios padres, lo tratan con cautela, constantemente diciéndole que todo lo que hace es "bueno," ya que disgustarlo puede llevarlos, mediante un solo deseo, a un "maizal" místico, un lugar desconocido del cual no hay retorno. En un punto de la historia, se escucha a un perro ladrar furiosamente. Anthony piensa que el perro es "malo" y no le gusta en lo absoluto, deseando que se vaya al maizal. Su padre y madre están horrorizados, pero no se atreven a demostralo.
Una noche, debido a que la gente del pueblo siempre ha tenido que hacer lo que él quiere, el les corresponde con una hora de televisión, que muestra unos dinousaurios peleando sangrientamente. Aunque no les gusta la programación, le dicen a Anthony que era mucho mejor que lo que acostumbraban ver por televisión.  
Finalmente, en el cumpleaños de Dan Hollins, este recibe dos regalos de su esposa: una botella de brandy y un disco de Perry Como. Como Dan está deseoso de escuchar el disco, todos le recuerdan que a Anthony no le gusta oír cantar. Un poco ebrio por el brandy, se queja de no poder escuchar el disco y de que nadie le cante "Feliz cumpleaños"  y, sin poder contenerse más, confronta a Anthony, llamándolo monstruo y asesino. Mientras la ira de Anthony se incrementa, Dan grita a los demás que ataquen a Anthony por la espalda y finalicen su reinado de terror. La tía Amy (quien está impedida para cantar más por causa de Anthony) intencionalmente alcanza un atizador de chimeneas, pero nadie tiene las agallas para actuar. Anthony le grita a Dan, "¡Tú eres un hombre malo! ¡Tú eres un hombre muy malo! ¡y sigues pensando cosas malas sobre mí!". Dan es transformado en la cabeza de una caja de sorpresas (terminando con su vida), ocasionando que su esposa se desmaye. Los adultos están horrorizados por lo que ha hecho Anthony, y su padre le suplica enviar a Dan al maizal, lo cual hace.
Debido a las quejas de Amy sobre el calor que hacía, Anthony provoca una nevada. Su padre observa que la nieve matará al menos la mitad de los brotes sembrados, y está a punto de enfrentarse a él, pero su mujer y otros adultos le miran con sonrisas preocupadas. Entonces, su padre sonríe a su vez, y le dice a Anthony, con la voz teñida de horror: "...Pero es una buena cosa que hayas hecho nevar. Una cosa realmente buena. Y mañana... mañana será un día realmente 'bueno'!"

## Reparto
- John Larch como el Sr. Fremont
- Cloris Leachman como la Sra. Fremont
- Don Keefer como Dan Hollis
- Bill Mumy como Anthony Fremont
- Alice Frost como la Tía Amy
- Max Showalter (como Casey Adams) como Pat Riley
- Jeanne Bates como Ethel Hollis
- Lenore Kingston como Thelma Dunn
- Tom Hatcher como Bill Soames

## Citas

### Narración de apertura
La historia de esta noche en La Dimensión Desconocida es única y requiere un tipo de introducción diferente. Esto, como usted puede reconocer, es un mapa de los Estados Unidos, y hay un pequeño pueblo allí llamado Peaksville. En una mañana determinada no hace mucho tiempo, el resto del mundo desapareció y Peaksville quedó completamente solo. Sus habitantes nunca estaban seguros de si el mundo había sido destruido y sólo Peaksville quedaba intacto o si la aldea había sido de alguna manera arrebatada. Por otro lado, estaban seguros de una cosa: la causa. Un monstruo había llegado a la aldea. Con sólo usar su mente, se llevó los automóviles, la electricidad, las máquinas -porque le disgustaban- y devolvió a toda una comunidad a la edad oscura -con sólo usar su mente. Ahora me gustaría presentarles a algunas de las personas de Peaksville, Ohio. Este es el Sr. Fremont. Es en su granja donde reside el monstruo. Esta es la Sra. Fremont. Y esta es la tía Amy, que probablemente tenía más control sobre el monstruo al principio que casi nadie. Pero un día se le olvidó. Empezó a cantar en voz alta. Ahora, al monstruo no le gusta cantar, así que su mente se abalanzó sobre ella y la convirtió en la cosa sonriente y vacía que estás viendo ahora. Ya no canta más. Y notará que la gente de Peaksville, Ohio, tiene que sonreír. Tienen que pensar pensamientos felices y decir cosas felices porque una vez que están disgustados, el monstruo puede desear que se conviertan en un campo de maíz o convertirlos en un horror grotesco y andante. Este monstruo en particular puede leer la mente. Conoce cada pensamiento, puede sentir cada emoción. Sí, olvidé algo, ¿no? Olvidé presentarte al monstruo. Este es el monstruo. Su nombre es Anthony Fremont. Tiene seis años, una linda cara de niño y ojos azules y sin culpa. Pero cuando esos ojos te miran, es mejor que empieces a pensar en pensamientos felices, porque la mente detrás de ellos está absolutamente a cargo. Esta es la Dimensión Desconocida.

### Narración de cierre
Sin comentarios aquí, sin comentarios en absoluto. Sólo queríamos presentarles a uno de nuestros ciudadanos muy especiales, el pequeño Anthony Fremont, de 6 años, que vive en un pueblo llamado Peaksville en un lugar que solía ser Ohio. Y si por alguna extraña casualidad te lo encuentras, es mejor que pienses sólo en buenos pensamientos. Cualquier cosa menos que eso es manejada bajo su propio riesgo, porque si usted se encuentra con Anthony, puede estar seguro de una cosa: usted ha entrado en la Dimensión Desconocida.

## Recepción y Legado
Time Magazine llamó a este episodio el tercero mejor de la serie, detrás de "Time Enough At Last" y "The Monsters Are Due on Maple Street".
La intro de Rod Sterling fue editada por un artista para simular el sonido de un ascensor. Esta nueva versión sirve actualmente como el show previo de las atracciones de Tower of Terror en los parques de Disney, llevado a cabo en la biblioteca de la misma, la cual también tiene referencias a otros episodios de la serie. 
En 1997, TV Guide lo colocó en el puesto 31 de su lista de los 100 Mejores Epsiodios Televisivos de Todos los Tiempos.

### Remake
En una entrevista de 1972 con Marvel Comics, Rod Serling dijo que estaba bocetando una idea para un largometraje basado en el episodio. Fue una de las últimas entrevistas que concedió antes de fallecer en 1975.
Una nueva versión con un final menos oscuro fue escrita por Richard Matheson y dirigida por Joe Dante, e incluida como el tercer segmento de Twilight Zone: The Movie. Bill Mumy hizo un cameo en el film.
El episodio también fue parodiado en The Simpsons, en el episodio "Treehouse of Horror II" de 1991.

### Secuela
En la serie de 2002 se emitió una secuela, llamada "It's Still a Good Life". Aquí, Anthony es un hombre de mediana edad quien tiene una hija, Audrey, que ha heredado sus poderes. Bill Mumy y Cloris Leachman repiten sus papeles del episodio original.  La hija de Anthony Fremont's, Audrey, es interpretda por Liliana Mumy, hija de Bill Mumy en al vida real.
Un comercial para Me-TV de 2015 y disponible en Vimeo presenta a Bill Mumy como un Anthony adulto, mezclado con escenas del episodio original, como si interactuaran y el Anthony adulto usa sus poderes para transmitirle Me-TV al Anthony's niño.